# Ligue des champions féminine de volley-ball 2008-2009
Navigation
Ligue des champions 2007-2008 Ligue des champions 2009-2010
La 49e édition de la Ligue des champions de volley-ball féminin s'est déroulée du 4 novembre 2008 au 29 mars 2009.

## Formules
Saison régulière

20 équipes prennent part à cette phase. Les équipes sont mises en 5 groupes de 4 équipes chacun. Les 2 premiers de chaque groupe et les 2 meilleurs troisièmes joueront les Play-off à 12 équipes. Si l'organisateur du finale four est qualifié, un autre meilleur troisième participe à la suite de la compétition.
Play-off à 12 équipes

Un tirage aura fixer les adversaires des matchs. Un match éliminatoire permettra de déterminer les 6 équipes qui avanceront au Play-off à 6 équipes.
Play-off 6 équipes

Un autre match éliminatoire déterminera les 3 autres équipes qui vont jouer le Finale Four (en plus de l'organisateur du Final Four). 
Final Four

Le stade culminant de la Ligue des champions dans laquelle les quatre dernières équipes joueront une demi-finale, puis pour les vainqueurs la finale. Les perdants joueront un match pour la troisième place. L'équipe qui est victorieuse de la finale remportera la ligue des champions.

## Équipes engagées
- Italie : Bergame, Siro Colussi Pérouse, Scavolini Pesaro
- Turquie : Eczacıbaşı Zentiva, Güneş VakıfBank Sigorta Istanbul, Türk Telekom Ankara
- Russie : Zarechie Odintsovo, Dynamo Moscou
- France : RC Cannes, ASPTT Mulhouse
- Espagne : CAV Murcia 2005, Tenerife Marichal
- Pologne : Muszynianka Muszyna, Farmutil Pila
- Croatie : Rjieka Kvig
- Pays-Bas : Dela Martinus Amstelveen
- Roumanie : Metal Galaţi
- Serbie : Postar 064 Belgrade
- Autriche : SVS Post Schwechat
- Tchéquie : VK Prostějov

## Tour préliminaire

### Composition des groupes
| Poule A                                                | Poule B                                                             | Poule C                                                           | Poule D                                                                        | Poule E                                                               |
| ------------------------------------------------------ | ------------------------------------------------------------------- | ----------------------------------------------------------------- | ------------------------------------------------------------------------------ | --------------------------------------------------------------------- |
| Dynamo Moscou CAV Murcia 2005 VK Prostějov Rjieka Kvig | RC Cannes Türk Telekom Ankara Tenerife Marichal Postar 064 Belgrade | Bergame Güneş VakıfBank Istanbul Muszynianka Muszyna Metal Galaţi | Siro Colussi Pérouse Farmutil Pila Zarechie Odintsovo Dela Martinus Amstelveen | Scavolini Pesaro Eczacıbaşı Zentiva ASPTT Mulhouse SVS Post Schwechat |

### Poule A
| # | Équipe          | Pts | J | G | P | Sp | Sc | Ratio | Pp  | Pc  | Ratio |  | Résultats (dom.\ext.) |     |     |     |     |
| - | --------------- | --- | - | - | - | -- | -- | ----- | --- | --- | ----- |  | --------------------- | --- | --- | --- | --- |
| 1 | Dynamo Moscou   | 12  | 6 | 6 | 0 | 18 | 1  | 18    | 473 | 336 | 1.408 |  | Dynamo Moscou         |     | 3-0 | 3-0 | 3-0 |
| 2 | Rjieka Kvig     | 9   | 6 | 3 | 3 | 11 | 10 | 1.1   | 440 | 470 | 0.936 |  | Rjieka Kvig           | 0-3 |     | 3-1 | 3-0 |
| 3 | VK Prostějov    | 9   | 6 | 3 | 3 | 11 | 13 | 0.846 | 510 | 517 | 0.986 |  | VK Prostějov          | 1-3 | 3-2 |     | 3-0 |
| 4 | CAV Murcia 2005 | 6   | 6 | 0 | 6 | 2  | 18 | 0.111 | 375 | 475 | 0.789 |  | CAV Murcia 2005       | 0-3 | 0-3 | 2-3 |     |

### Poule B
| No | Équipe                          | Points | Matches | Matches | Sets | Sets   | Sets  | Points | Points | Points |
| No | Équipe                          | Points | gagnés  | perdus  | pour | contre | Ratio | pour   | contre | Ratio  |
| -- | ------------------------------- | ------ | ------- | ------- | ---- | ------ | ----- | ------ | ------ | ------ |
| 1  | RC Cannes                       | 11     | 5       | 1       | 16   | 8      | 2.000 | 562    | 526    | 1.068  |
| 2  | Türk Telekom Ankara             | 10     | 4       | 2       | 13   | 8      | 1.625 | 502    | 442    | 1.136  |
| 3  | Postar 064 Belgrade             | 9      | 3       | 3       | 12   | 11     | 1.091 | 501    | 500    | 1.002  |
| 4  | Tubillete.com Tenerife Marichal | 6      | 0       | 6       | 4    | 18     | 0.222 | 437    | 534    | 0.818  |

### Poule C
| No | Équipe                    | Points | Matches | Matches | Sets | Sets   | Sets  | Points | Points | Points |
| No | Équipe                    | Points | gagnés  | perdus  | pour | contre | Ratio | pour   | contre | Ratio  |
| -- | ------------------------- | ------ | ------- | ------- | ---- | ------ | ----- | ------ | ------ | ------ |
| 1. | Bergame Volley            | 11     | 5       | 1       | 16   | 9      | 1.778 | 546    | 528    | 1.034  |
| 2. | Güneş Vakıfbank Istanbul  | 9      | 3       | 3       | 13   | 13     | 1.000 | 581    | 568    | 1.023  |
| 3. | Fakro Muszynianka Muszyna | 9      | 3       | 3       | 11   | 11     | 1.000 | 468    | 493    | 0.949  |
| 4. | Metal Galaţi              | 7      | 1       | 5       | 8    | 15     | 0.533 | 497    | 503    | 0.988  |

### Poule D
| No | Équipe                   | Points | Matches | Matches | Sets | Sets   | Sets  | Points | Points | Points |
| No | Équipe                   | Points | gagnés  | perdus  | pour | contre | Ratio | pour   | contre | Ratio  |
| -- | ------------------------ | ------ | ------- | ------- | ---- | ------ | ----- | ------ | ------ | ------ |
| 1. | Siro Colussi Pérouse     | 10     | 4       | 2       | 16   | 10     | 1.600 | 576    | 508    | 1.134  |
| 2. | Farmutil Pila            | 9      | 3       | 3       | 13   | 12     | 1.083 | 567    | 548    | 1.035  |
| 3. | Zarechie Odintsovo       | 9      | 3       | 3       | 11   | 12     | 0.917 | 507    | 518    | 0.979  |
| 4. | Dela Martinus Amstelveen | 8      | 2       | 4       | 9    | 15     | 0.600 | 481    | 557    | 0.864  |

### Poule E
| No | Équipe             | Points | Matches | Matches | Sets | Sets   | Sets  | Points | Points | Points |
| No | Équipe             | Points | gagnés  | perdus  | pour | contre | Ratio | pour   | contre | Ratio  |
| -- | ------------------ | ------ | ------- | ------- | ---- | ------ | ----- | ------ | ------ | ------ |
| 1. | Scavolini Pesaro   | 12     | 6       | 0       | 18   | 2      | 9.000 | 498    | 356    | 1.399  |
| 2. | Eczacıbaşı Zentiva | 10     | 4       | 2       | 13   | 11     | 1.182 | 533    | 482    | 1.106  |
| 3. | ASPTT Mulhouse     | 8      | 2       | 4       | 10   | 12     | 0.833 | 430    | 486    | 0.885  |
| 4. | SVS Post Schwechat | 6      | 0       | 6       | 2    | 18     | 0.111 | 344    | 481    | 0.715  |

## Final Four
|  | Demi-finales          | Demi-finales          |                        |   | Finale                | Finale                |
|  | Demi-finales          | Demi-finales          |                        |   | Finale                | Finale                |
|  |                       |                       |                        |   |                       |                       |
|  | 28 mars 2009, Pérouse | 28 mars 2009, Pérouse |                        |   | 29 mars 2009, Pérouse | 29 mars 2009, Pérouse |
|  | 28 mars 2009, Pérouse | 28 mars 2009, Pérouse |                        |   | 29 mars 2009, Pérouse | 29 mars 2009, Pérouse |
|  | Dynamo Moscou         | 3                     |                        |   | 29 mars 2009, Pérouse | 29 mars 2009, Pérouse |
|  | Dynamo Moscou         | 3                     |                        |   | 29 mars 2009, Pérouse | 29 mars 2009, Pérouse |
|  | Eczacıbaşı Zentiva    | 0                     |                        |   | 29 mars 2009, Pérouse | 29 mars 2009, Pérouse |
|  | Eczacıbaşı Zentiva    | 0                     | Dynamo Moscou          | 2 |                       |                       |
|  | 28 mars 2009, Pérouse |                       | Dynamo Moscou          | 2 |                       |                       |
|  |                       | Volley Bergame        | 3                      |   |                       |                       |
|  | Volley Bergame        | Volley Bergame        | 3                      | 3 |                       |                       |
|  | Volley Bergame        |                       |                        | 3 |                       |                       |
|  | Colussi Sirio Pérouse | 1                     |                        |   |                       |                       |
|  | Colussi Sirio Pérouse | 1                     | Match pour la 3e place |   |                       |                       |
|  |                       |                       |                        |   |                       |                       |
|  | 29 mars 2009, Pérouse |                       |                        |   |                       |                       |
|  |                       |                       |                        |   |                       |                       |
|  | Eczacıbaşı Zentiva    | 1                     |                        |   |                       |                       |
|  | Eczacıbaşı Zentiva    | 1                     |                        |   |                       |                       |
|  | Colussi Sirio Pérouse | 3                     |                        |   |                       |                       |
|  | Colussi Sirio Pérouse | 3                     |                        |   |                       |                       |

### Récompenses individuelles
- MVP :  Serena Ortolani, Volley Bergame
- Meilleure marqueuse :  Ekaterina Gamova, Dynamo Moscou
- Meilleure attaquante :  Simona Gioli, Dynamo Moscou
- Meilleure contreuse :  Yevgeniya Dushkyevich, Colussi Sirio Pérouse
- Meilleure serveuse :  Lucia Crisanti, Colussi Sirio Pérouse
- Meilleure passeuse :  Irina Kirillova, Dynamo Moscou
- Meilleure réceptionneuse :  Kim Willoughby, Colussi Sirio Pérouse
- Meilleure libero :  Enrica Merlo, Volley Bergame